# Cambi flessibili
Il regime di cambi flessibili, o regime dei cambi fluttuanti, è il regime del sistema monetario internazionale, in cui il valore delle valute (nel senso del loro tasso di cambio reciproco) varia su un mercato specializzato. Non sono quindi gli Stati a determinare direttamente i propri tassi di cambio.
Il sistema dei cambi flessibili non comporta per il momento uno standard monetario internazionale al quale ogni valuta potrebbe fare riferimento. Il corso delle valute varia di giorno in giorno, apprezzandosi o deprezzandosi, ma senza uno strumento di misura comune di questo apprezzamento o deprezzamento.

## Storia
Fin dall’origine della moneta scritturale, le valute sono state definite rispetto a uno standard metallico. Tuttavia, dopo la Prima Guerra Mondiale, il gold standard, il sistema aureo che nel frattempo si era diffuso in Occidente, non poteva essere ristabilito a causa delle disparità troppo grandi nella ripartizione dell'oro, concentrato essenzialmente negli Stati Uniti. Per questo motivo, furono messi in atto dei gold exchange standard, sistemi in cui una o due valute erano definite in oro e servivano da valuta di riserva e di scambio per l’aggiustamento delle bilance dei pagamenti.
Il sistema creato a Bretton Woods era un sistema di cambi fissi con gold exchange standard basato sul solo dollaro (USD). Un'oncia d'oro valeva 35 $. Le altre valute erano definite o direttamente rispetto al dollaro o attraverso il corso dell'oro in dollari. I cambi erano fissi, ma aggiustabili: un paese poteva svalutare o rivalutare la propria moneta, purché un piano di aggiustamento fosse messo in opera e che gli altri paesi fossero d'accordo. Il Fondo Monetario Internazionale aveva il compito di supervisionare questo meccanismo.
Questo dispositivo conferiva al dollaro una posizione particolare. Essendo i deficit della bilancia dei pagamenti americana finanziati da dei dollari "che spettava solamente a loro emettere", gli Stati Uniti scelsero di non preoccuparsene. Questo atteggiamento di benevola indifferenza viene chiamato "benign neglect". Durante gli anni '60, le spese militari americane, così come la corsa allo spazio, portarono il governo americano a moltiplicare le spese e a creare un'immensa liquidità internazionale di dollari. Questa libertà eccessiva attirò dapprima le osservazioni del generale de Gaulle, il quale, in una famosa conferenza, chiese il ritorno al gold standard e si mise a esigere dei pagamenti in oro, invece che in dollari. Fu la Germania a mettere fine nel 1971 agli accordi di Bretton Woods: infastidita dal dover acquistare dei dollari dal tasso fisso superiore al tasso naturale del mercato (il che equivaleva a pagare l'inflazione degli Stati Uniti al loro posto), la Bundesbank, ovvero la banca centrale tedesca (in gergo conosciuta come BUBA), sensibilizzata all'inflazione a causa dell'iperinflazione dell'inizio degli anni '20, smise di accettarli. Il Presidente Nixon prese allora la decisione di sopprimere la convertibilità in oro del dollaro.
Dopo qualche anno di tergiversazioni, dei primi accordi nel 1973 misero fine al sistema dei cambi fissi ma aggiustabili e, nel 1976, gli accordi della Giamaica stabilirono il quadro giuridico necessario alla messa in atto di un sistema di cambi flessibili. I cambi flessibili non sono stati una scelta tecnica derivata da una lunga riflessione e frutto di un accordo tra economisti, ma una soluzione de facto.
A partire da quel momento, l'insieme delle monete mondiali sono state delle monete cartacee o scritturali, il cui valore varia al ritmo delle transazioni sul mercato dei cambi. Senza uno standard monetario mondiale, questi valori e le loro variazioni sono misurabili solamente tra una moneta e un'altra. I DSP (Diritti speciali di prelievo del FMI) non possono svolgere pienamente questo ruolo di modello di riferimento finché il loro valore resta legato a un "paniere" di valute.

## L'assenza di una teoria generale dei cambi flessibili al momento della loro introduzione
I cambi flessibili non sono stati oggetto di nessuno studio o pubblicazione durante il periodo classico e neoclassico, ovvero fino al 1921. La fluttuazione era un'eccezionalità e quasi un caso. Il gold standard non veniva più messo in discussione dagli anni 1870, periodo della fine di fatto del bimetallismo dell'Unione monetaria latina e della demonetizzazione dell'argento negli Stati Uniti (nel 1873). I disordini del dopoguerra portarono a varie situazioni monetarie. La fluttuazione delle monete tedesca e austriaca accompagnò un'iperinflazione dolorosa. La Francia cercava di riportare la sua moneta al valore precedente la guerra. La conferenza di Atene si affrettò allora nel ricostruire un sistema di cambi fissi. La crisi del '29 e la conseguente frammentazione del sistema monetario seguente, marcato da numerose svalutazioni competitive, un controllo dei cambi e un consolidamento della crisi, eliminarono però questo sistema. Nessuno consigliava i cambi flessibili; anzi, una volta tornata la pace, venne creato un nuovo sistema di cambi fissi. I manuali di economia fino alla fine degli anni '60 affrontavano così questo argomento attraverso la figura retorica della preterizione o in poche righe con un tono dispregiativo.
Per esempio, il manuale Dalloz del 1969 sulla moneta, redatto da Henri Guitton, allora professore di grande reputazione, tratta dei cambi flessibili in mezza pagina (su un totale di 647). In questo breve spazio, Guitton si accontenta di notare che l'espressione "cambi erratici" lasciava progressivamente posto, in qualche dibattito che aveva avuto luogo sull'argomento, all'espressione "cambi flessibili", più descrittiva e meno connotata. È vero che, in alcuni trattati universitari, come quello di Paul Leroy-Beaulieu, si parla di valute deprezzate e con un tasso di cambio erratico con riferimento alle valute non ancorate all'oro e dunque flottanti secondo le condizioni dell'epoca, dove il gold standard era il sistema dei paesi civilizzati. Gottfried Haberler, nella sua opera, definisce a sua volta i "cambi liberi" come una curiosità, come un caso estremo nella nostra scala delle possibili relazioni tra le valute dei diversi paesi. Inoltre, non intendeva affermare che un tale sistema non fosse mai esistito sotto una forma pura. Questo, a suo parere, è un bene perché i movimenti dei capitali avrebbero avuto degli effetti imprevedibili e un ruolo destabilizzante e amplificatore dei diversi cicli.
Per riferirsi a questi testi, alcuni, come Mundell, hanno parlato di "pamphlets" più che di scritti economico-scientifici . Robert Triffin era conosciuto per avere teorizzato la fine degli accordi di Bretton Woods con il suo dilemma di Triffin. D'altra parte, la trinità impossibile spiega bene la crescente incompatibilità tra mobilità dei capitali e cambio fisso.
Furono soprattutto due autori, di due correnti economiche opposte, a difendere i cambi flessibili: l'economista liberale Milton Friedman e il socialista James Edward Meade. Secondo il primo, la moneta è una merce come un'altra. Il prezzo delle valute deve dunque apprezzarsi liberamente su un mercato libero. Il paese che si lascerà andare al lassismo di bilancio e alla pressione inflazionistica della moneta avrà una moneta debole, cosicché gli operatori economici preferiranno altre monete rispetto a quella di questo paese. Al contrario, i virtuosi avranno una moneta forte. In questo modo, in un contesto di cambi flessibili, i meccanismi del mercato sanzioneranno spontaneamente le cattive politiche monetarie. Invece, in sistema di cambi fissi, il paese forte può condurre una politica inflazionistica e delle spese eccessive, pur vendendo le proprie banconote al di sopra del loro valore a dei paesi che non possono rifiutarle, di modo che il forte impone la sua legge al debole. È quello che è avvenuto nelle relazioni tra gli Stati Uniti e la Germania dopo la guerra, quando gli Stati Uniti stampavano della moneta che vendevano a tasso fisso ai tedeschi.
James Edward Meade (1907-1995) era un autore socialista inglese ritenuto estremo, il quale desiderava che i salari fossero fissati dal governo senza preoccuparsi del tasso di cambio. Il suo trattato "The Balance of Payements" (1951) è una delle sue principali opere.
Nessuno dei due autori era stato in grado di convincere realmente dell'opportunità di rimettere in discussione la situazione esistente. Quando i cambi flessibili si sono imposti nel corso degli anni '70, gli ambiti economici e finanziari accolsero la novità con molta reticenza. Gli europei cercarono di creare dei meccanismi di stabilità tra di loro. Fu prima l'ECU e poi l'euro, che Milton Friedman stimò essere irrealistici da un punto di vista politico e meno in grado di favorire l'unificazione europea rispetto a dei cambi flessibili. La stessa amministrazione americana aveva rinunciato agli accordi di Bretton Woods, solamente per difendere la propria riserva aurea. Nel 1980, il presidente della Fed, Paul Volcker, non esitò ad affermare: "se stiamo andando verso un'economia veramente mondiale, una valuta mondiale ha perfettamente senso", suggerendo che l'agitazione browniana di decine di monete non saprebbe fare un vero e proprio sistema monetario internazionale. Però, mantenendo il dollaro come valuta mondiale e permettendo di fatto ai soli Stati Uniti di pagare i loro deficit con loro propria moneta, il sistema continuava a offrire loro un vantaggio.

## Debole teorizzazione della pratica dei cambi flessibili dal 1971
Sulla scia di Milton Friedman, è emerso qualche elemento della teoria dei cambi flessibili intorno alle idee seguenti:

### Vantaggi dei cambi flessibili
- Spontanea limitazione della speculazione. I modelli di Robert Mundell e di Marcus Fleming mostrano la debolezza di un regime di cambi fissi per l'esaurimento delle riserve valutarie, le quali servono alle banche centrali per mantenere il corso della loro moneta. Il cambio flessibile non permette più ai mercati finanziari e alla speculazione di puntare sul crollo di un regime di cambio, come l'aveva fatto con successo George Soros nel 1992, con la sterlina britannica. Questo si spiega con l'estrema mobilità dei capitali legata alla deregolamentazione e con l'apertura dei mercati finanziari negli anni '70.
- I cambi flessibili danno piena libertà a ogni governo di condurre le politiche monetarie e di espansione economica che gli convengono. Non vi è più il vincolo del cambio. In materia di fluttuazioni, viene frequentemente citato l'esempio del Canada. Esso mostra come una banca centrale si liberi da questo incarico per dedicarsi completamente alla sua politica interna, come la gestione dei tassi di interesse con interventi sul mercato interbancario o la diminuzione della sua massa monetaria al fine di ridurre al minimo l'inflazione.
- Aggiustamento automatico della bilancia dei pagamenti, chiudendo il deficit della bilancia delle partite correnti con un'entrata netta di capitali. Bisogna tenere presente che, in un'economia internazionale, un deficit della bilancia delle partite correnti deriva da un differenziale tra risparmio e assorbimento. Un deficit porterà a un deprezzamento della valuta domestica, che permetterà un miglioramento della competitività dei prezzi.[7]
- Il fatto che le riserve valutarie non siano più utilizzate per mantenere un regime di cambi fissi permette alle banche centrali con una bilancia delle partite correnti in attivo di trasformare queste riserve in fondi sovrani. Questo però rappresenta un problema politico perché la tradizionale razionalità dell'agente economico sparisce in favore degli interessi politici. La Cina è nota per accumulare delle riserve valutarie che trasforma in fondi sovrani e ricompera dei buoni del tesoro americani.
- Secondi alcuni, il gold standard ha fatto il suo tempo: non si può ritornare oggi a un sistema ancorato all'oro a causa della sua quantità insufficiente. Keynes definiva infatti questo metallo "la barbara reliquia".

### Gli svantaggi
- La persistenza di disequilibri esterni: la teoria monetarista afferma che un paese con una bilancia delle partite correnti in deficit provoca un deprezzamento della moneta che, alla fine, permetterebbe una correzione della bilancia delle partite correnti. In pratica, i disequilibri persistono, soprattutto negli Stati Uniti, i quali accumulano i crediti verso il resto del mondo.
- Un'autonomia illusoria delle politiche monetarie. I monetaristi credevano che il cambio flessibile avrebbe permesso di dare una libertà di manovra per portare avanti delle politiche monetarie. Tuttavia, per condurre una politica monetaria, bisogna assicurarsi di avere una moneta credibile agli occhi degli agenti economici. Per esempio, quando lo Zimbabwe porta avanti una politica monetaria, un'iperinflazione non inciderà in alcun modo su di essa, mentre la Fed può condurre delle politiche efficaci. Per questo motivo, molti paesi, come per esempio la Francia, hanno abbandonato la loro credibilità monetaria per prendere in prestito quella del loro vicino, soprattutto quella del marco tedesco negli anni '70.
- L'espansione della sfera finanziaria, soprattutto attraverso dei fondi hedge che superano le dimensioni del PIL di un paese, rendono relativo il concetto di prezzo di mercato per la moneta di un piccolo paese. La dollarizzazione si è dimostrata essere una soluzione efficace per evitare ogni problema inerente alla speculazione.
- I cambi flessibili dovevano, secondo Milton Friedman, ridurre i bisogni di riserve degli stati. La realtà mostra che non sono mai stati così importanti.

Questa vulgata alla fine ha avuto successo nella stampa, che solitamente evita di abbordare queste questioni, considerate troppo tecniche e noiose. Tuttavia, è stata duramente criticata quasi immediatamente da Jacques Rueff e, dopo diversi anni di esercizio, anche dal premio Nobel per l'economia Milton Friedman.

## Le critiche
Robert Mundell in "The case for a world currency", un articolo scritto nel 2005, ha stilato una lista di accuse contro la maggior parte degli argomenti a favore dei cambi flessibili.
Qui afferma:
- Che non c'è mai stata stabilità dei cambi, ma piuttosto, al contrario, una drammatica volatilità;
- Che non c'è stata nemmeno la convergenza dei tassi di interesse;
- Che le riserve sono notevolmente aumentate. Questa affermazione è stata confermata da Maurice Obstfeld[9], il quale sostiene che, dalla fine dell'era di Bretton Woods, il livello delle riserve globali è passato dal 2% del PIL mondiale al 6% nel 1999. Questo tasso è aumentato ulteriormente con la crescita massiva delle riserve cinesi tra il 1999 e il 2008;
- Che si è installata la speculazione, con numerosi attacchi imprevedibili contro le monete, la cui analisi è stata confermata da altri economisti[7][10][11];
- Che gli shock non sono stati attenuati, ma aggravati dai cambi flessibili;
- Che i cambi flessibili provocano un'instabilità finanziaria endogena;
- Che l'indipendenza delle politiche monetarie è utile solamente se vi sono disordini nel mondo, ma che questa indipendenza non deve assolutamente diventare un obiettivo.

Egli osserva le numerosissime crisi monetarie e finanziarie che si sono susseguite a partire dal 1971 e teme che possano verificarsi degli episodi ancora più gravi.
La constatazione di Maurice Allais è ancora più radicale. In "La Crise mondiale aujourd'hui" ("La crisi mondiale oggi"), sostiene che i cambi flessibili creano le condizioni di un disordine generalizzato, che accrescono i rischi su ogni operazione commerciale o finanziaria internazionale e che possono solamente sfociare in una crisi mondiale come quella del '29.
Jacques de Larosière, ex direttore del Fondo Monetario Internazionale (FMI) denuncia anche le conseguenze del crollo del sistema creato con gli accordi di Bretton Woods. L'avvento dei cambi flessibili del 1971 è, a suo parere, all'origine dei disequilibri strutturali attuali che pesano sull'economia mondiale. Critica la creazione monetaria illimitata conseguente, la quale al massimo è solo un palliativo, lui stesso fonte di pericoli. Inoltre, punta il dito contro la fuga in avanti dei politici attuali che lasciano alle generazioni future solamente la scelta tra pagare un debito troppo pesante o rinnegarlo.